# Tu Cuerpo
"Tu Cuerpo" là một ca khúc của nam ca sĩ nhạc rap người Mỹ gốc Cuba Pitbull với sự góp giọng của nam ca sĩ-nhạc sĩ Jencarlos. Ca khúc được chọn làm đĩa đơn thứ tư cho Armando, album phòng thu thứ năm của Pitbull, và được phát hành vào ngày 15 tháng 2 năm 2011. Đây là một ca khúc nhạc hip hop và latin pop.

## Bối cảnh
Sau khi phát hành "Bon, Bon", "Tu Cuerpo" được chọn làm đĩa đơn thứ tư cho Armando, album phòng thu thứ năm của Pitbull, và được phát hành vào ngày 15 tháng 2 năm 2011. Tuy nhiên, đĩa đơn này lại được phát hành sau khi "Hey Baby (Drop It to the Floor)", đĩa đơn đầu tiên trong album phòng thu thứ sáu của anh, Planet Pit, được phát hành.

## Danh sách ca khúc
- Tải kỹ thuật số[6]

1. "Tu Cuerpo" (hợp tác với Jencarlos) – 4:04

## Tham gia thực hiện
- Armando C. Perez – sáng tác
- Jencarlos Canela - sáng tác, sản xuất
- David "D-Minor" Miranda - sản xuất

Danh sách thực hiện được lấy từ ghi chú trong album Armando.

## Xếp hạng
| Bảng xếp hạng (2011)                | Vị trí cao nhất |
| ----------------------------------- | --------------- |
| U.S. Billboard Latin Rhythm Airplay | 25              |

## Lịch sử phát hành
| Quốc gia | Ngày                 | Định dạng                          |
| -------- | -------------------- | ---------------------------------- |
| Mỹ       | 12 tháng 11 năm 2010 | Tải kỹ thuật số - Đĩa đơn quảng bá |
| Mỹ       | 15 tháng 2 năm 2011  | Đài phát thanh mainstream          |